# دوغ برک
دوغ برک(dooghbarak) یا درزنک(darzanak) یکی از غذاهای ساده سیستان است که ماده اصلی آن دوغ محلی سیستان است و با موادی مثل آرد، روغن، نمک و زردچوبه طبخ می‌شود.
طرز تهیه این غذا به این روش است که آرد را در روغن سرخ می‌کنند و سپس دوغ را به آن اضافه می‌کنند. این غذا را باید تا قبل از جوشیدن دوغ به صورت مداوم هم زد تا مواد یکدست بمانند و به قول سیستانی‌ها «پچ» نشود.